# Teodicea agostiniana

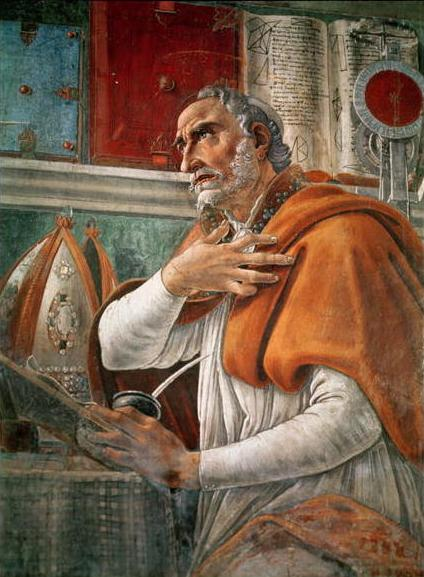
Agostino di Ippona (354–430) ritratto da Botticelli (1445–1510). Agostino è ritenuto il primo ad aver formulato una forma di teodicea che ora porta il suo nome.

La teodicea agostiniana, che prende il nome dal filosofo e teologo Agostino di Ippona (IV-V secolo), è una teodicea cristiana concepita per rispondere al problema del male. Come tale, essa cerca di spiegare l'esistenza di un Dio infinitamente buono e onnipotente in contrasto con la presenza del male nel mondo. Nel corso della storia sono state proposte diverse varianti di queste teorie ma il filosofo John Hick riconobbe le loro somiglianze, classificandole come "agostiniane". Di norma, esse affermano che Dio è il bene perfetto, che ha creato il mondo dal nulla, e che il male è il risultato del peccato originale dell'umanità. L'ingresso del male nel mondo è generalmente spiegato come una punizione per il peccato e la sua continua perseveranza da parte degli uomini a causa dell'abuso del libero arbitrio. La bontà e la benevolenza di Dio, secondo la teodicea agostiniana, rimangono comunque perfette, senza che egli abbia responsabilità per il male o per la sofferenza.
Agostino di Ippona fu il primo a sviluppare questa forma di teodicea. Egli respinse l'idea che il male esista in sé, descrivendolo invece come una corruzione della bontà causata dal peccato. Agostino credeva nell'esistenza di un inferno fisico come luogo di espiazione per il peccato ma tuttavia sosteneva che coloro che avessero scelto di accettare la salvezza di Gesù Cristo sarebbero stati destinati al Paradiso. Tommaso d'Aquino, influenzato da Agostino, propose una teodicea simile basata sulla considerazione che Dio è bontà e che non ci può essere alcun male attribuibile a lui. Egli credeva che l'esistenza del bene permettesse al male di esistere per colpa degli esseri umani. Agostino influenzò anche Giovanni Calvino il quale a sua volta sostiene che il male è il risultato del libero arbitrio, che il peccato corrompe l'uomo e che è necessaria la grazia di Dio per poter usufruire di una guida morale.
La teodicea fu criticata da un contemporaneo di Agostino, Fortunato, un sacerdote manicheo che sosteneva che Dio doveva essere implicato nel male e il teologo settecentesco Francesco Antonio Zaccaria criticò il concetto agostiniano del male poiché non contemplava la sofferenza umana. John Hick presentò una teodicea alternativa dove il male era considerato come necessario per lo sviluppo degli esseri umani; i teologi del processo sostengono invece che Dio non è onnipotente e quindi non può essere responsabile per il male. L'approccio logico di Agostino è stato adattato, tra gli altri, da Alvin Plantinga nel 1980 il quale difende il libero arbitrio e cerca di rispondere solo al problema logico del male. Tale difesa (non considerabile come una "teodicea" corretta) non cerca di dimostrare l'esistenza di Dio o la sua probabile esistenza, ma dimostra che l'esistenza di Dio e la presenza del male nel mondo non sono in logica contraddizione. 

## Formulazione generale
John Hick, nel suo  Evil and the God of Love, del 1966, riconosce quella agostiniana come la prima formulazione della teodicea e classifica come "agostiniani" gli sviluppi successivi. Hick fa una distinzione tra la teodicea agostiniana, che cerca di esimere Dio da ogni responsabilità per il male, basandolo sulla libera volontà umana, e la teodicea ireneana che al contrario attribuisce a Dio il male ma giustificando ciò come causa di benefici per lo sviluppo umano.
La teodicea agostiniana è una risposta al problema probatorio del male, che solleva l'obiezione sull'esistenza del male stesso dal momento che Dio è onnipotente e infinitamente buono. La prova dell'esistenza del male potrebbe, infatti, rimettere in causa l'esistenza stessa o la natura di Dio: è o non è onnipotente? è o non è benevolo? esiste o non esiste?. La teodicea è un tentativo di conciliare l'esistenza e la natura di Dio con l'evidenza del male nel mondo, fornendo spiegazioni valide per la sua presenza. La teodicea agostiniana afferma che Dio ha creato il mondo ex nihilo (dal nulla) ma sostiene che Dio non ha creato il male e non è responsabile per la sua esistenza. Il male non viene considerato come esistenza a sé stante, ma è descritto come la privazione del bene, la corruzione della buona creazione di Dio.
La teodicea agostiniana accoglie inoltre il concetto di peccato originale. Tutte le versioni della teodicea accettano un'interpretazione letterale della creazione, così come raccontata nella Genesi, compresa la convinzione che Dio abbia creato l'uomo e la donna senza peccato e senza sofferenza. Si ritiene che il male sia una giusta punizione per la caduta dell'uomo quando Adamo ed Eva, disobbedendo a Dio, sono stati esiliati dal Giardino dell'Eden. Il libero arbitrio proprio dell'uomo è considerato dalla teodicea agostiniana come la ragione per l'esistenza del male morale: gli individui commettono atti immorali quando la loro volontà corrisponde al male. La natura malvagia della volontà umana è attribuita, così, al peccato originale. I teologi agostiniani sostengono che il peccato di Adamo ed Eva abbia danneggiato la volontà degli esseri umani, sostenendo che Dio è irreprensibile e buono e non responsabile del male.

## Evoluzione

### Agostino
Agostino di Ippona (354-430 d.C.) è stato un filosofo e teologo originario dell'Africa romana (l'attuale Algeria). Nella prima parte della sua vita fu un seguace della religione manichea ma, nel 386, si convertì al cristianesimo. Le sue due opere principali, le Confessioni e La città di Dio, sviluppano le sue idee chiave per la sua risposta al tema della sofferenza. Nelle Confessioni, Agostino scrisse che il suo precedente pensiero era dominato dal materialismo e che lo studio delle opere di Platone gli permise di prendere in considerazione l'esistenza di una entità non fisica. Ciò contribuì in lui a sviluppare una risposta al problema del male da una prospettiva teologica e non manichea, fondando i primi capitoli sull'interpretazione della Genesi e sugli scritti di Paolo Apostolo. Ne La città di Dio, Agostino, sviluppò la sua teodicea come parte del tentativo di tracciare la storia umana e descrivere la sua conclusione.
La proposta di Agostino fu che il male non possa esistere in Dio né può essere creato da Dio ed è invece un risultato della creatività di Dio. Egli respinse, inoltre, l'idea che il male esista in sé, considerandolo invece come una sorta di privazione (o di allontanamento) dal bene e una corruzione della natura. Scrisse, infatti, che: "il male non ha natura positiva; ma la perdita del bene riceve il nome di male". Agostino sostenne che, sia il male morale che naturale, siano dovuti al cattivo uso del libero arbitrio, ipotesi che riconduce al peccato originale di Adamo ed Eva. Egli credeva che questo male, insito da allora nell'animo umano, fosse una corruzione della volontà data da Dio all'uomo come giusta punizione per il peccato. Ritenendo che tutta l'umanità sia discendente da Adamo, Agostino sostiene che essa abbia ereditato da lui il suo peccato e la conseguente giusta punizione. Tuttavia, nonostante la sua convinzione che il libero arbitrio possa essere il responsabile del verificarsi del male, Agostino sosteneva che senza di esso gli umani non possano vivere. Egli argomenta che il male deve essere insito negli uomini, poiché se così non fosse essi sarebbero stati infinitamente buoni e quindi non corruttibili.
Agostino credeva nell'esistenza di un inferno come luogo reale, ma che la punizione fisica fosse secondaria alla pena di essere separati da Dio. Propose due spiegazioni a ciò: in primo luogo, gli esseri umani hanno il libero arbitrio e solo coloro che scelgono di seguire Dio saranno perdonati e quindi in grado di evitare l'inferno; in secondo luogo, egli credeva che la scelta di Adamo ed Eva di peccare aveva influenzato la capacità degli uomini di scegliere e quindi essi sono in grado di resistere al peccato. Secondo Agostino la grazia di Gesù Cristo ha liberato l'uomo dal peccato originale ma essi potevano essere salvati solamente se avessero scelto la grazia e che tale scelta dipendesse da ogni singolo individuo.

### Tommaso d'Aquino

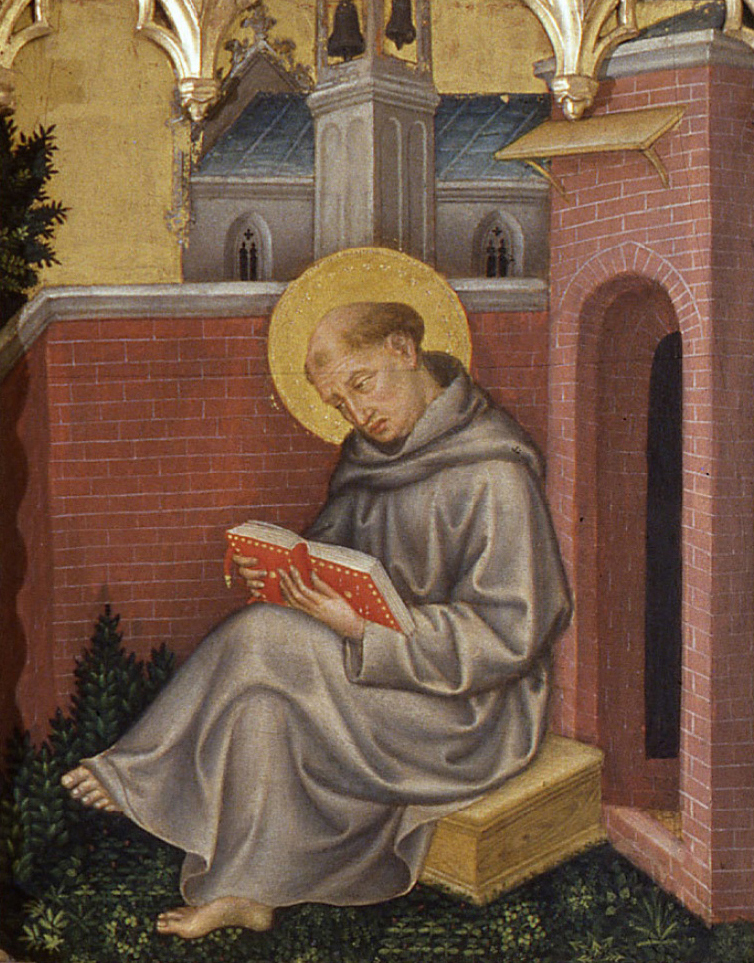
Gentile da Fabriano, ritratto di Tommaso d'Aquino. Il filosofo sviluppò una teodicea fortemente influenzata da Agostino

Tommaso d'Aquino, un filosofo e teologo del XIII secolo facente parte della Scolastica medievale e fortemente influenzato dal pensiero di Agostino, propose una forma di teodicea agostiniana nella sua opera Summa Theologica. D'Aquino inizialmente provò a stabilire l'esistenza di Dio attraverso le cinque vie e quindi asserendo che Dio è bontà e deve esistere un motivo morale sufficiente per permettere al male di esistere. Egli propose che tutto il bene del mondo dovesse esistere perfettamente in Dio e che egli stesso doveva essere perfettamente buono. Concluse così che Dio è la bontà e che non vi può essere male in Dio.
Tommaso sostenne la visione di Agostino che il male fosse una privazione del bene. Per d'Aquino, l'esistenza di questo male è attribuibile completamente al libero arbitrio. Di fronte all'affermazione che gli esseri umani sarebbero stati meglio senza possedere il libero arbitrio, egli sostenne che la possibilità di peccare è necessaria per un mondo perfetto, così che le persone siano responsabili per il loro peccato. D'Aquino osserva anche che se il bene rende il male possibile, il male non è per forza necessario. Questo significa che Dio (che è buono) non è considerato come la causa del male, poiché il male nasce da un difetto nella scelta dell'uomo e Dio è in assenza di difetti. La filosofa Eleonore Stump, considerando il commento di d'Aquino sul libro di Giobbe, sostiene che egli avesse una visione positiva della sofferenza; infatti essa è necessaria per differenziare la terra e il paradiso e ricordare agli uomini che hanno ancora la propensione a commettere il peccato. D'Aquino ritiene che il male sia accettabile poiché esso è necessario affinché il bene si possa verificare. Dio, secondo il filosofo scolastico, non è direttamente responsabile dell'insorgenza del male ma piuttosto permette che ciò possa accadere. Come Agostino, Tommaso d'Aquino affermò che gli esseri umani sono responsabili del male per via dell'abuso del libero arbitrio.

### Giovanni Calvino
Giovanni Calvino, teologo francese del XVI secolo, figura principale nello sviluppo del Calvinismo, fu fortemente influenzato dalle opere di Agostino. Tuttavia, a differenza di lui, Calvino era disposto ad accettare che Dio fosse responsabile per il male e la sofferenza, ma non poteva comunque essere incolpato per esso. Calvino continuò l'approccio agostiniano al peccato attribuendolo come risultato della caduta dell'uomo e sostenendo quindi che la mente, la volontà e le emozioni umane sono affette dal peccato. Egli riteneva che solo la grazia di Dio fosse necessaria a fornire agli esseri umani una guida etica, sostenendo che la ragione fosse accecata dalla natura peccaminosa degli umani. Calvino proponeva che l'umanità fosse predestinata, divisa perciò in eletti e reprobi: gli eletti sono coloro che Dio ha scelto di salvare e saranno gli unici che saranno salvati.

## Accoglienza e dibattiti

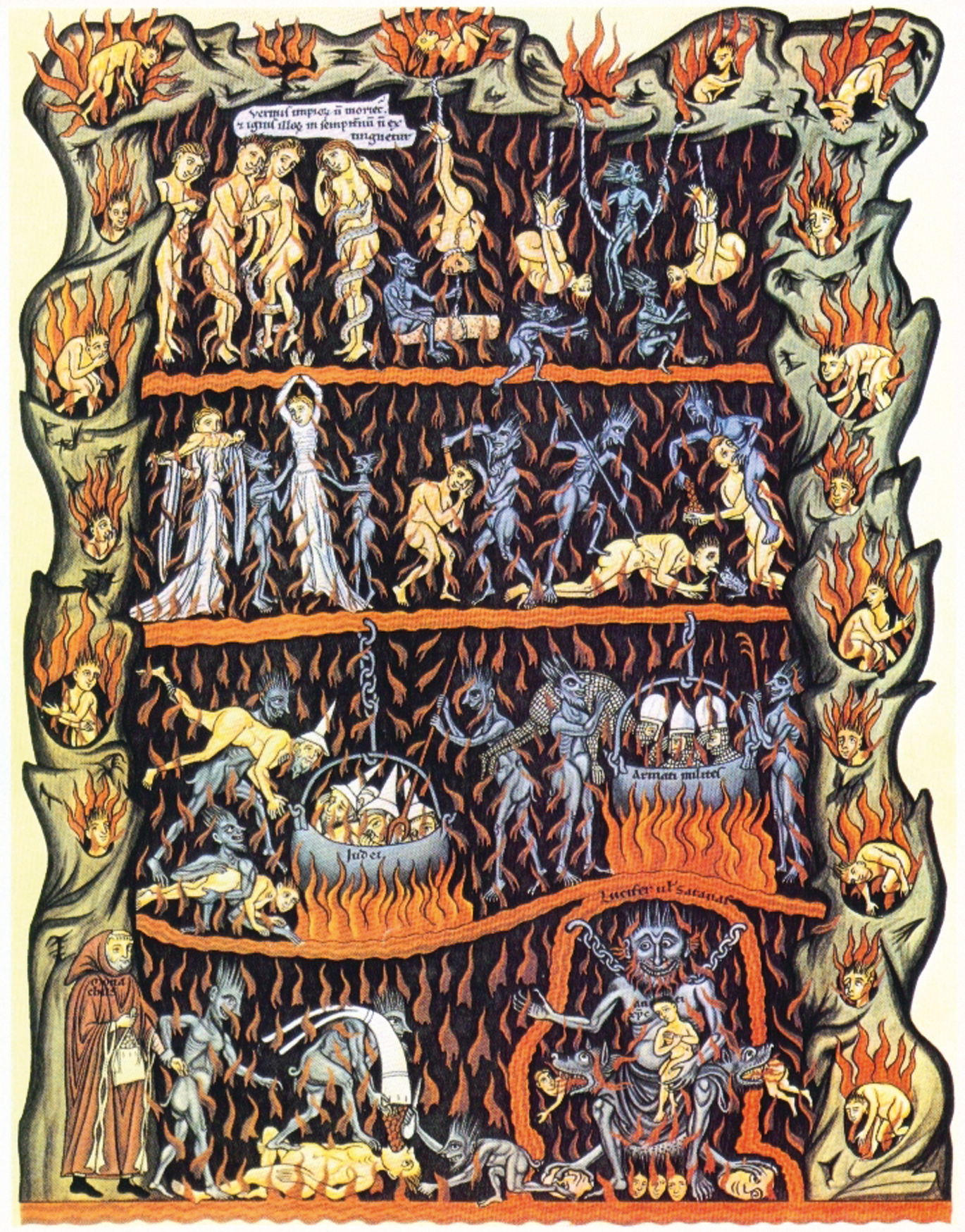
John Hick criticò il concetto agostiniano dell'Inferno, vivamente descritto in questo dipinto del XII secolo da Herrad von Landsberg.

### Fortunato
Negli "Atti della disputa contro il manicheo Fortunato" di Agostino, dove viene in parte trattato il problema del male, si racconta di un dibattito pubblico tra Agostino e Fortunato, un insegnante manicheo. Fortunato critica la teodicea di Agostino proponendo il concetto che se Dio ha dato il libero arbitrio all'anima umana, allora deve essere per forza implicato nel peccato umano (un problema che Agostino stesso aveva considerato quattro anni prima, nella trattazione del libero arbitrio). Citando il Nuovo Testamento, Fortunato propone che il male esista al di là di degli atti malvagi che gli individui commettono e che essi compiono questi atti per via della loro stessa natura imperfetta. Agostino controbatte sostenendo che il peccato di Adamo vincola la libertà umana in modo simile alla formazione delle usanze. Ciò non è da intendersi, tuttavia, come un insegnamento sul peccato originale (una visione che Agostino doveva ancora formulare), ma sui limiti della libertà umana causata dal peccato. Fortunato sostiene che Agostino in questo modo semplificava la portata del male a solo a ciò che viene commesso dagli esseri umani, anche se quest'ultimo conclude scrivendo che Fortunato chiude il dibattito ammettendo di non esser in grado di difendere il suo punto di vista sull'origine del male.

### Buddismo
Gli studiosi di religione Paul Ingram e Frederick Streng sostengono che la dottrina e gli insegnamenti propri del Buddismo siano in contrasto con la visione agostiniana del bene e del male, proponendo invece un dualismo in cui entrambi hanno pari valore invece di considerare il bene superiore al male, come decretava il filosofo cristiano. Questa visione si avvicina di più alla teoria manichea in cui il male e il bene sono visti come uguali e in conflitto tra di loro - anche se i buddismo insegna che alla fine si possa giungere ad una conclusione definitiva che trascenda il naturale conflitto tra di essi. Ingram e Streng sostengono inoltre che la teodicea agostiniana fallisce nello spiegare l'esistenza del male prima del peccato di Adamo e che la Genesi presenta in forma di tentazione del serpente.

### Francesco Antonio Zaccaria
Nel XVIII secolo, il teologo italiano Francesco Antonio Zaccaria criticò il concetto di Agostino del male. Egli riconobbe una distinzione tra l'utilizzo del termine male quando si viene ad implicare una colpa (peccato) piuttosto che quando implica una sofferenza, mentre in Agostino tale differenza non si intravede. Ciò rappresentò per Zaccaria un difetto nella filosofia agostiniana perché sembra che non si interessi alla sofferenza umana. Per Zaccaria, la percezione di Agostino del male come una privazione, non è dunque una risposta soddisfacente alle domande della società moderna sul perché esista la sofferenza.

### John Hick
John Hick criticò la teodicea agostiniana quando sviluppò la sua teoria nel 1966. Hick sosteneva il punto di vista del teologo tedesco Friedrich Schleiermacher, che classificò come Ireneano, il quale sosteneva che il mondo è perfettamente adatto per lo sviluppo morale degli esseri umani e che questo giustifica l'esistenza del male. Insistette sul fatto che, mentre la teodicea agostiniana tentava di giustificare le ricorrenze storiche del male, nella teodicea ireneana si cerca di giustificare un Dio eterno. Hick vide la visione di Agostino di un mondo perfetto che è andato però male, come una teoria incoerente e contraddittoria, sostenendo che, se gli esseri umani sono stati fatti perfettamente bene, allora dovrebbe essere stato impossibile per loro fare una scelta immorale. Mise, pertanto, in discussione il successo della teodicea, con l'accusa che non essa non è in grado di rimuovere la colpa per il male da Dio. Agostino presentò una teologia della predestinazione; Hick, a sua volta, sostenne che, se Dio sapeva delle scelte che la sua creazione avrebbe fatto, egli doveva essere responsabile per loro. La teodicea di Hick respinse l'idea dell'eredità del peccato e credeva che un inferno eterno rendesse "una teodicea cristiana impossibile". La teodicea ireneana, a differenza della teodicea agostiniana, compie il tentativo di proteggere Dio dall'essere responsabile del male; piuttosto, essa sostiene che Dio è responsabile del male, ma viene giustificato per esso per via dei benefici che comporta allo sviluppo dell'uomo. Entrambe le teodicee sottolineano la perfezione della creazione di Dio, ma si differenziano per il motivo per cui il mondo è visto come perfetto. Agostino riteneva anche, argomento ripreso poi da Hick, che trarre il bene dal male sia preferibile alla mera non esistenza del male.

### Teologia del processo
Nel libro God, Power and Evil: A Process Theodicy, pubblicato nel 1976, David Ray Griffin critica il ricorso di Agostino al libero arbitrio sostenendo che è incompatibile con l'onniscienza e l'onnipotenza divina. Griffin, anche in opere successive, ribadisce che gli esseri umani non possono possedere il libero arbitrio se Dio è onnisciente. Se Dio è veramente onnisciente, allora saprà infallibilmente cosa gli uomini faranno e ciò implicitamente significa che essi non possono essere liberi. Griffin asserisce, inoltre, che la volontà umana non può opporsi alla volontà di Dio, se Dio è onnipotente. Egli propone che il peccato originale, come Agostino aveva concepito, doveva essere stato causato da Dio stesso, rendendo pertanto qualsiasi punizione ingiusta.